# Cheilanthes argyrophylla
Cheilanthes argyrophylla là một loài dương xỉ trong họ Pteridaceae. Loài này được Cordem. mô tả khoa học đầu tiên năm 1890.
Danh pháp khoa học của loài này chưa được làm sáng tỏ. 